# 陳文敏 (導演)
陳文敏（1920年—2022年2月11日），本名陳粉，是台灣第一位女性電影導演。

## 經歷
陳文敏本名陳粉，1920年出生於三重，家族為地方望族，因此她得以就讀公學校和私塾。
陳文敏的夫婿林辛全早年於三重做空罐收購，1940年創建國光鐵工廠，主要由陳文敏經營，並投資過麵條、錢莊、五金行等多項事業，以蓋戲院的工程最為浩大，陳文敏包辦了大明戲院的採購與監工，在大明戲院竣工後，戲院之間競爭激烈，陳文敏加入選片、排片的工作，並經常幫戲院爭取到映演名片的機會，如《亂世佳人》的上映就創下連續16天客滿的紀錄，《宮本武藏》、《圓桌武士》等電影也都取得票房佳績，讓戲院業績漸入佳境。
1956年，陳文敏創立大明影業社，開始投資拍攝電影，在拍攝《薛仁貴征東》時，因導演邵羅輝與資方產生衝突，憤然拂袖而去，陳文敏便自己擔任補拍和剪接工作，在電影票房獲得佳績後，陳文敏也在眾人鼓勵下拍攝個人首部劇情長片《茫茫鳥》，後續作品包括《苦戀》、《妖姬奪夫》、《可憐的媳婦》、《乞丐招女婿》等，都是以家庭倫理為題材的悲劇，頗受女性觀眾歡迎並引發媒體討論，也讓陳文敏無比風光，出入都有專屬白色三輪車。
除了導演，陳文敏也擔任過製片、編劇、剪接、配音等工作，是台灣電影史上的第一位台語片女導演。
陳文敏年事已高後移居夏威夷，並於三位從事醫師工作的孫子照顧下度過晚年，在夏威夷時間2022年2月11日辭世，享嵩壽103歲。

## 延伸閱讀
- 陳炎生. . 中華民國: 玉山社. 2003-06-01. ISBN 9789867819222.（作者為陳文敏之子）
- 劉亞玉. . 中國: 九州出版社. 2018-10-01. ISBN 9787510867002.